# Vetenskapsåret 1962

## Händelser

### Astronomiochrymdfart
- 26 februari - Amerikanske astronauten John Glenn åker tre varv runt jorden i en Mercurykapsel [1].
- 10 juli - Satelliten Telstar skjuts iväg, och skickar senare samma dag de första direktsända TV-bilderna från USA till Frankrike. [2]
- 14 december - Den amerikanska rymdsonden Mariner 2 passerar Venus [3].
- En liten raket spårar stark röntgenstrålning i stjärnbilden Svanen.[4]

### Biologi
- Emile Zuckerkandl och Linus Pauling publicerar en skrift om vad som kommer att bli känt som konceptet med "molekylär klocka".[5][6]

### Ekologi
- 27 september - Rachel Carson publicerar Silent Spring.

### Medicin
- 5 april - Joseph Murray genomför den första framgångsrika njurtransplantationen från en annan individ utan släktskap till patienten,[7] vid Peter Bent Brigham Hospital i Boston, Massachusetts. Första transplantation (med släktskap) genomfördes 23 december 1954.

### Teknik
- 10 juli - Nils Bohlin erhåller patent i USA för sitt säkerhetsbälte (Safety belt, patent-nr US 3043625A[8]), i Sverige 1969.

## Pristagare
- Brinellmedaljen: Magnus Tigerschiöld
- Copleymedaljen: Cyril Hinshelwood
- Darwinmedaljen: George Gaylord Simpson
- De Morgan-medaljen: Max Newman
- Fieldsmedaljen: Lars Hörmander och John Milnor
- Nobelpriset: [9]
  - Fysik – Lev Landau
  - Kemi – Max Perutz, John Kendrew
  - Medicin – Francis Crick, James Watson, Maurice Wilkins
- Wollastonmedaljen: Leonard Hawkes [10]

## Födda
- 23 november – Ariel Goobar, svensk astrofysiker.

## Avlidna
- 24 mars - Auguste Piccard, 78, fysiker och upptäckare.
- 18 november - Niels Bohr, 77, fysiker.
- 20 december - Emil Artin, 64, matematiker.
- 24 december - Wilhelm Ackermann, 66, matematiker.

### Fotnoter
1. ↑  20:e århundrades När Var Hur - 1962, Bernt Himmelstedt, Forum, 1999
2. ↑  CED in the History of Media Technology (läst 11 april 2011)
3. ↑  Så funkar universum, James Muirden
4. ↑  Så funkar rymden, Stuart Atkinson, 1990
5. ↑  Zuckerkandl, E.; Pauling, L. (1962). ”Molecular Disease, Evolution and Genetic Heterogeneity”. Horizons in Biochemistry: Albert Szent-Györgyi dedicatory volume. New York: Academic Press. sid. 189–225
6. ↑  Morgan, Gregory J. (13 augusti 1998). ”Emile Zuckerkandl, Linus Pauling, and the Molecular Evolutionary Clock, 1959-1965”. Journal of the History of Biology "31":  s. 155-178.
7. ↑   Living donor transplants, Eur J of Transplantation, apr 2024 /eujtransplantation.com (läst 12 augusti 2025)
8. ↑   patent-nr US 3043625, Google Patents (patents.google.com) (läst 29 juni 2024)
9. ↑  ”Nobelpriset”. http://nobelprize.org/nobel_prizes/lists/all/index.html. Läst 10 april 2011.
10. ↑  ”Geological Society”. Arkiverad från originalet den 5 juni 2011. https://web.archive.org/web/20110605102217/http://www.geolsoc.org.uk/gsl/society/history/page750.html. Läst 14 april 2011.